# 长岭岗站
长岭岗站是一个汉丹线上的铁路车站，位于湖北省广水市长岭镇，建于1962年，目前为四等站，邮政编码为432732。目前客运：办理旅客乘降；不办理行李、包裹托运；货运：办理整车货物发到。